# Liste der Naturdenkmale in Horb am Neckar
| Naturdenkmale | Anzahl |
| ------------- | ------ |
| FND           | 2      |
| END           | 44     |
| Gesamt        | 46     |

Die Liste der Naturdenkmale in Horb am Neckar nennt die verordneten Naturdenkmale (ND) der im baden-württembergischen Landkreis Freudenstadt liegenden Stadt Horb am Neckar. In Horb am Neckar gibt es insgesamt 46 als Naturdenkmal geschützte Objekte, davon zwei flächenhafte Naturdenkmale (FND) und 44 Einzelgebilde-Naturdenkmale (END).
Stand: 31. Oktober 2016.

## Flächenhafte Naturdenkmale (FND)
| Name                     | Bild | Kennung     | Einzelheiten               | Position | Fläche Hektar | Datum         |
| ------------------------ | ---- | ----------- | -------------------------- | -------- | ------------- | ------------- |
| Bräunleshalde            |      | 82370610006 | Horb am Neckar, Schopfloch | ⊙        | 1,8           | 4. März 1998  |
| Kohlhalde                | BW   | 82370400007 | Horb am Neckar             | ⊙        | 0,6           | 28. Juni 1999 |
| Legende für Naturdenkmal |      |             |                            |          |               |               |

## Einzelgebilde (END)
| Name                     | Bild | Kennung     | Einzelheiten   | Position | Fläche Hektar | Datum        |
| ------------------------ | ---- | ----------- | -------------- | -------- | ------------- | ------------ |
| 1 Buche                  | BW   | 82370400032 | Horb am Neckar | ⊙        | 0,0           | 14. Mai 1993 |
| 1 Kiefer                 | BW   | 82370400033 | Horb am Neckar | ⊙        | 0,0           | 14. Mai 1993 |
| 1 Kiefer                 | BW   | 82370400040 | Horb am Neckar | ⊙        | 0,0           | 14. Mai 1993 |
| 1 Mammutbaum             | BW   | 82370400038 | Horb am Neckar | ⊙        | 0,0           | 14. Mai 1993 |
| 1 Rotbuche               | BW   | 82370400044 | Horb am Neckar | ⊙        | 0,0           | 14. Mai 1993 |
| 1 Sommerlinde -Fragment- |      | 82370400002 | Horb am Neckar | ???      | 0,0           | 14. Mai 1993 |
| 1 Sommerlinde            | BW   | 82370400004 | Horb am Neckar | ⊙        | 0,0           | 14. Mai 1993 |
| 1 Sommerlinde            | BW   | 82370400005 | Horb am Neckar | ⊙        | 0,0           | 14. Mai 1993 |
| 1 Sommerlinde            | BW   | 82370400007 | Horb am Neckar | ⊙        | 0,0           | 14. Mai 1993 |
| 1 Sommerlinde            | BW   | 82370400009 | Horb am Neckar | ⊙        | 0,0           | 14. Mai 1993 |
| 1 Sommerlinde            |      | 82370400030 | Horb am Neckar | ⊙        | 0,0           | 14. Mai 1993 |
| 1 Sommerlinde            | BW   | 82370400042 | Horb am Neckar | ⊙        | 0,0           | 14. Mai 1993 |
| 1 Sommerlinde            | BW   | 82370400045 | Horb am Neckar | ⊙        | 0,0           | 14. Mai 1993 |
| 1 Sommerlinde            | BW   | 82370400046 | Horb am Neckar | ⊙        | 0,0           | 14. Mai 1993 |
| 1 Stieleiche             | BW   | 82370400001 | Horb am Neckar | ⊙        | 0,0           | 14. Mai 1993 |
| 1 Stieleiche             | BW   | 82370400034 | Horb am Neckar | ⊙        | 0,0           | 14. Mai 1993 |
| 1 Stieleiche             | BW   | 82370400036 | Horb am Neckar | ⊙        | 0,0           | 14. Mai 1993 |
| 1 Wintereiche            | BW   | 82370400039 | Horb am Neckar | ⊙        | 0,0           | 14. Mai 1993 |
| 1 Winterlinde            | BW   | 82370400016 | Horb am Neckar | ⊙        | 0,0           | 14. Mai 1993 |
| 1 Winterlinde            | BW   | 82370400018 | Horb am Neckar | ⊙        | 0,0           | 14. Mai 1993 |
| 1 Winterlinde            | BW   | 82370400020 | Horb am Neckar | ⊙        | 0,0           | 14. Mai 1993 |
| 1 Winterlinde            | BW   | 82370400021 | Horb am Neckar | ⊙        | 0,0           | 14. Mai 1993 |
| 1 Winterlinde            |      | 82370400022 | Horb am Neckar | ???      | 0,0           | 14. Mai 1993 |
| 1 Winterlinde            | BW   | 82370400023 | Horb am Neckar | ⊙        | 0,0           | 14. Mai 1993 |
| 1 Winterlinde            | BW   | 82370400024 | Horb am Neckar | ⊙        | 0,0           | 14. Mai 1993 |
| 1 Winterlinde            | BW   | 82370400027 | Horb am Neckar | ⊙        | 0,0           | 14. Mai 1993 |
| 1 Winterlinde            | BW   | 82370400029 | Horb am Neckar | ⊙        | 0,0           | 14. Mai 1993 |
| 1 Winterlinde            | BW   | 82370400031 | Horb am Neckar | ⊙        | 0,0           | 14. Mai 1993 |
| 1 Winterlinde            | BW   | 82370400035 | Horb am Neckar | ⊙        | 0,0           | 14. Mai 1993 |
| 2 Eschen                 | BW   | 82370400015 | Horb am Neckar | ⊙        | 0,0           | 14. Mai 1993 |
| 2 Sommerlinden           | BW   | 82370400006 | Horb am Neckar | ⊙        | 0,0           | 14. Mai 1993 |
| 2 Sommerlinden           | BW   | 82370400008 | Horb am Neckar | ⊙        | 0,0           | 14. Mai 1993 |
| 2 Sommerlinden           |      | 82370400043 | Horb am Neckar | ⊙        | 0,0           | 14. Mai 1993 |
| 2 Winterlinden           | BW   | 82370400011 | Horb am Neckar | ⊙        | 0,0           | 14. Mai 1993 |
| 2 Winterlinden           | BW   | 82370400012 | Horb am Neckar | ⊙        | 0,0           | 14. Mai 1993 |
| 2 Winterlinden           | BW   | 82370400013 | Horb am Neckar | ⊙        | 0,0           | 14. Mai 1993 |
| 2 Winterlinden           |      | 82370400014 | Horb am Neckar | ⊙        | 0,0           | 14. Mai 1993 |
| 2 Winterlinden           | BW   | 82370400017 | Horb am Neckar | ⊙        | 0,0           | 14. Mai 1993 |
| 2 Winterlinden           | BW   | 82370400019 | Horb am Neckar | ⊙        | 0,0           | 14. Mai 1993 |
| 2 Winterlinden           |      | 82370400028 | Horb am Neckar | ⊙        | 0,0           | 14. Mai 1993 |
| 2 Winterlinden           | BW   | 82370400041 | Horb am Neckar | ⊙        | 0,0           | 14. Mai 1993 |
| 2 Winterlinden           | BW   | 82370400047 | Horb am Neckar | ⊙        | 0,0           | 14. Mai 1993 |
| 3 Winterlinden           | BW   | 82370400037 | Horb am Neckar | ⊙        | 0,0           | 14. Mai 1993 |
| 5 Winterlinden           | BW   | 82370400003 | Horb am Neckar | ⊙        | 0,0           | 14. Mai 1993 |
| Legende für Naturdenkmal |      |             |                |          |               |              |